# Norddjurs Midt Pastorat
Norddjurs Midt Pastorat er et pastorat i Norddjurs Provsti, Århus Stift.
Pastoratet blev dannet 1. august 2018.

Pastoratet består af de 11 sogne:

## Sogne
- Albøge Sogn
- Fjellerup Sogn
- Ginnerup Sogn
- Glesborg Sogn
- Hoed Sogn
- Homå Sogn
- Lyngby Sogn
- Stenvad Sogn
- Vejlby Sogn
- Ørum Sogn
- Ålsø Sogn

## Kirker
I pastoratet er der 12 kirker
- Albøge Kirke
- Fjellerup Kirke
- Ginnerup Kirke
- Glesborg Kirke
- Hoed Kirke
- Homå Kirke
- Lyngby Kirke
- Stenvad Kirke
- Trustrup Kirke
- Vejlby Kirke
- Ørum Kirke
- Ålsø Kirke